# Internationaal Verdrag van Nairobi inzake het opruimen van wrakken
Het Internationaal Verdrag van Nairobi inzake het opruimen van wrakken (Nairobi International Convention on the Removal of Wrecks, NAIROBI WRC-verdrag) is een internationaal verdrag uit 2007 van de Internationale Maritieme Organisatie dat een wettelijke basis biedt aan staten aanbieden om wrakken buiten de territoriale zee die een potentieel gevaar voor de veiligheid van mensenlevens, goederen en bezittingen of vervuiling op zee weg te halen. 